# Cirrus castellanus
Le cirrus castellanus est un type de cirrus. 
Il présente dans sa partie supérieure des protubérances en forme de tour, lui donnant une apparence crénelée (comme la tour d'un château).
Nuages qui présentent, dans une partie au moins de leur région supérieure, des protubérances cumuliformes en forme de petites tours, ce qui donne généralement à ces nuages un aspect crénelé. Ces petites tours, dont certaines sont plus hautes que larges, reposent sur une base commune et paraissent disposées en lignes. Le caractère castellanus est particulièrement apparent lorsque les nuages sont observés de profil. Ce terme s'applique aux cirrus, aux cirrocumulus, aux altocumulus, aux stratocumulus et aux cumulus (officieux).